# بوبي كزيز
بوبي كزيز (بالإنجليزية: Bobby Czyz)‏ مواليد 10 فبراير 1962، هو ملاكم أمريكي سابق صنّف ضمن فئة الوزن الثقيل. حقق بطولة المجلس العالمي للملاكمة وبطولة الاتحاد الدولي للملاكمة.

## إحصائيات
خاض خلال مسيرته 52 نزالا، فاز في 44 وتعادل في 0 وخسر في 8. فاز بالضربة القاضية في 28 نزالا.

## وصلات خارجية
- بوبي كزيز على موقع IMDb (الإنجليزية)
- بوبي كزيز على موقع بوكس ريك (الإنجليزية) (registration required)

- الموقع الرسمي